# Твін-Лейкс (Вашингтон)
Твін-Лейкс (англ. Twin Lakes) — переписна місцевість (CDP) в США, в окрузі Феррі штату Вашингтон. Населення — 99 осіб (2020).

## Географія
Твін-Лейкс розташований за координатами 48°15′44″ пн. ш. 118°21′33″ зх. д. / 48.26222° пн. ш. 118.35917° зх. д. (48.262169, -118.359053).  За даними Бюро перепису населення США в 2010 році переписна місцевість мала площу 10,81 км², уся площа — суходіл.

## Демографія
Згідно з переписом 2010 року, у переписній місцевості мешкало 59 осіб у 24 домогосподарствах у складі 19 родин. Густота населення становила 5 осіб/км².  Було 237 помешкань (22/км²).
Расовий склад населення:
| - 55,9 % — корінних американців - 40,7 % — білих |

До двох чи більше рас належало 3,4 %. Частка іспаномовних становила 0,0 % від усіх жителів.
За віковим діапазоном населення розподілялося таким чином: 23,7 % — особи молодші 18 років, 47,5 % — особи у віці 18—64 років, 28,8 % — особи у віці 65 років та старші. Медіана віку мешканця становила 55,5 року. На 100 осіб жіночої статі у переписній місцевості припадало 103,4 чоловіків;  на 100 жінок у віці від 18 років та старших — 104,5 чоловіків також старших 18 років.
Середній дохід на одне домашнє господарство  становив 40 622 долари США (медіана — 27 750), а середній дохід на одну сім'ю — 33 464 долари (медіана — 27 500). За межею бідності перебувало 15,5 % осіб, у тому числі 0,0 % дітей у віці до 18 років та 0,0 % осіб у віці 65 років та старших.
Цивільне працевлаштоване населення становило 36 осіб. Основні галузі зайнятості: публічна адміністрація — 25,0 %, мистецтво, розваги та відпочинок — 22,2 %, фінанси, страхування та нерухомість — 16,7 %, транспорт — 13,9 %.